# RR-204
A  RR-204 é uma rodovia brasileira do estado de Roraima.
Está localizada na região Centro-Norte do estado, numa extensão total de 51,6 quilômetros. Todo o trecho projetado já foi implantado, faltando apenas o asfaltamento e sinalização.  